# Bainville-aux-Saules
Bainville-aux-Saules (IPA: ['bɛ̃.vil.o.sol]) település Franciaországban, Vosges megyében. Lakosainak száma 160 fő (2022. január 1.).
Bainville-aux-Saules Légéville-et-Bonfays, Rancourt, Valfroicourt, Begnécourt, Frénois és Hagécourt községekkel határos.

## Történelem
A falu első említése 1303-ra vonatkozik. 1510-ben építtet egy házat a falu legmagasabb dombján I. Jó Antal lotaringiai herceg, melyből csak egy kút maradt fenn. A falut az 1630-as években számos hadsereg elfoglalta a harmincéves háború alatt: franciák, németek, svédek vagy horvátok.
1728 és a francia forradalom között Hoffelize-nek nevezik a községet egy odavalósi nemes szerint. 1766-ban franciává válik a falu, mivel Lotaringiát a Francia Királysághoz csapták. Templomát 1866-ban építették a falusiak kérésére, mivel előtte Adompt-étól függött a falu.

## Földrajz
A község Vosges megye nyugati részén van, ritkán lakott, sík régióban. Épinaltól 27 km-re, Vitteltől 17 km-re, Mirecourt-tól 15 km-re, illetve Dompaire-től 7 km-re fekszik. 
Fő folyói a Madon, melynek hossza 96,9 km, és az Eau de la Ville, mely 12,1 km hosszú.
A község jelentős része (76,8%) mezőgazdasági földterületekből áll, a fennmaradó 23,2% pedig erdő.

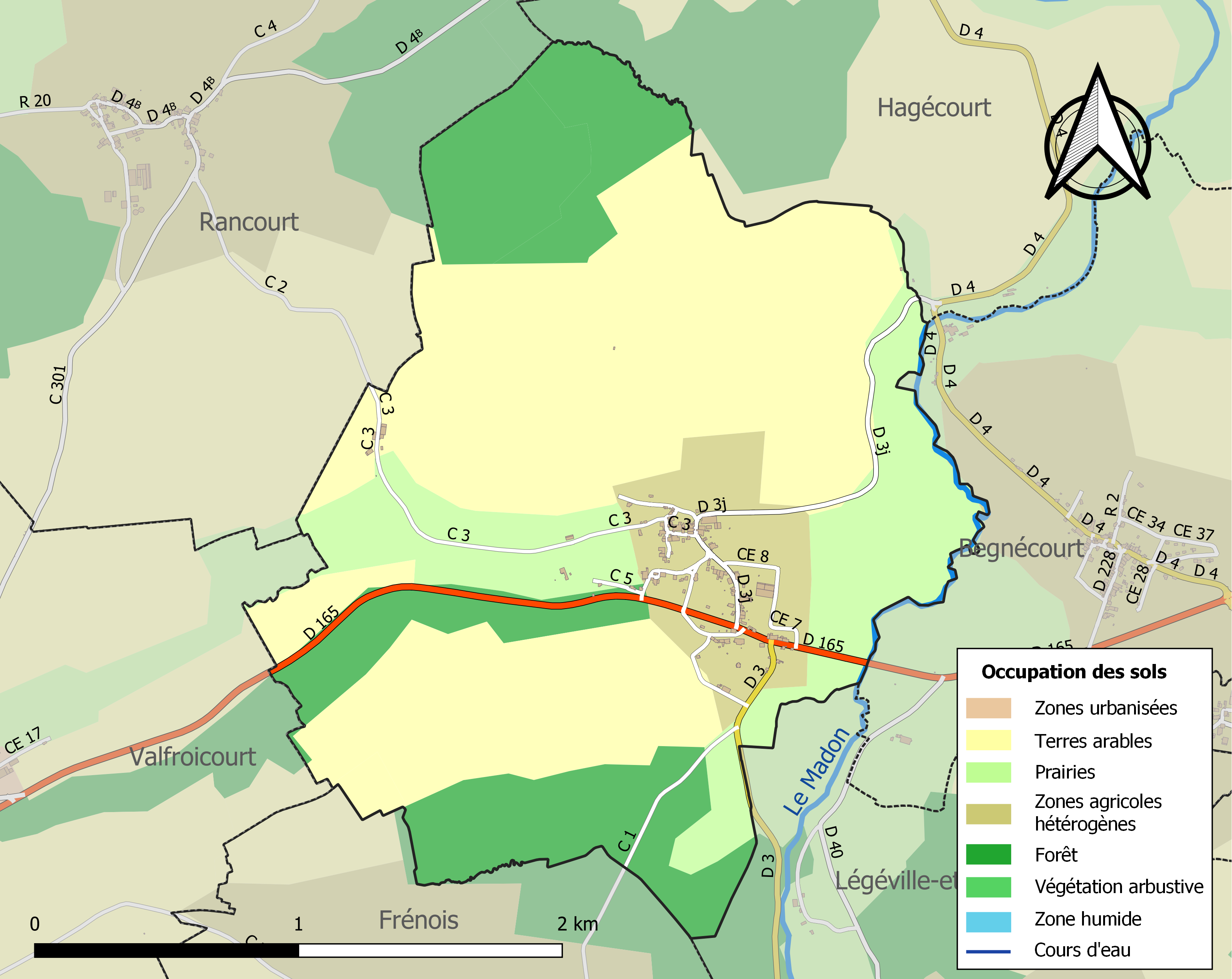
Bainville-aux-Saules földhasználata

## Éghajlat
| Hónap | Jan.  | Feb.  | Már. | Ápr. | Máj. | Jún. | Júl. | Aug. | Szep. | Okt. | Nov. | Dec. | Év    |
| --- | ----- | ----- | ---- | ---- | ---- | ---- | ---- | ---- | ----- | ---- | ---- | ---- | ----- |
| Rekord max. hőmérséklet (°C)                                                                                      | 13,4  | 19,8  | 24,7 | 27,4 | 29,8 | 36,5 | 38,4 | 36,4 | 33,1  | 25,9 | 20,0 | 16,3 | 38,4  |
| Átlagos max. hőmérséklet (°C)                                                                                     | 6,1   | 8,1   | 11,6 | 17,0 | 19,8 | 24,5 | 27,1 | 26,9 | 21,8  | 15,8 | 9,7  | 6,5  | 16,3  |
| Átlaghőmérséklet (°C)                                                                                             | 3,6   | 4,3   | 6,7  | 10,3 | 13,6 | 18,2 | 20,1 | 20,1 | 15,3  | 11,6 | 6,2  | 4,2  | 11,2  |
| Átlagos min. hőmérséklet (°C)                                                                                     | 1,1   | 0,4   | 1,9  | 3,6  | 7,5  | 11,8 | 13,1 | 13,4 | 8,9   | 7,5  | 2,7  | 1,8  | 6,2   |
| Rekord min. hőmérséklet (°C)                                                                                      | −10,4 | −13,8 | −6,8 | −6,3 | −1,7 | 4,4  | 5,6  | 2,8  | 1,1   | −1,8 | −6,8 | −7,1 | −13,8 |
| Átl. csapadékmennyiség (mm)                                                                                       | 110   | 45    | 60   | 19   | 9    | 41   | 50   | 14   | 61    | 16   | 46   | 31   | 500   |
| Havi napsütéses órák száma                                                                                        | 85    | 78    | 121  | 168  | 180  | 239  | 238  | 216  | 160   | 113  | 49   | 54   | 1700  |
| Forrás: Infoclimat Station Mirecourt-Le Joly (2017-2022); Infoclimat Station Épinal (napsütési adatok, 1986-2009) |       |       |      |      |      |      |      |      |       |      |      |      |       |

## Népesség
Bainville-aux-Saules lakosságszámának alakulása (fő):

## Látnivalók

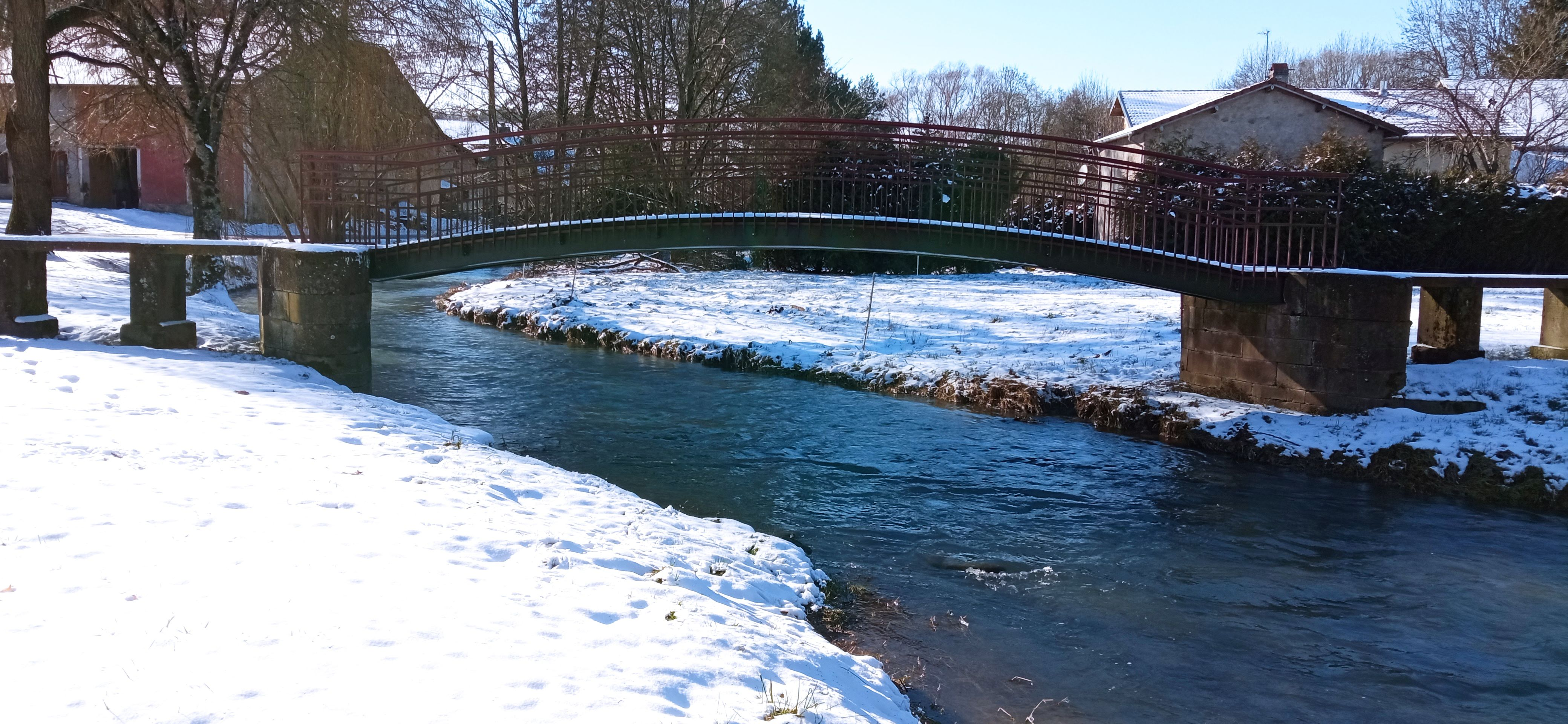
A Táblák hídja

- Egy több száz éves tölgy, melynek körmérete kb. 6 méter, magassága meg 20 méter. 1380 körül ültették, és 1911 óta nemzeti emlékhely.[6]
- Egy 1771-es zenekioszk, melyet egy falubeli kőfaragó épített, ami a főtér közepén áll.
- Az 1866-os Saint-Michel templom, melyet 1867 október 15-én áldottak meg. A harangtornyát 1954-ben felújították.
- Az 1899-es Táblák hídja az Eau de la Ville folyó felett. 2005-ben restaurálták, és 2006 szeptember 16-án felavatták.
- 7 szökőkút, melyből máig még 3 működőképes. A falu vizét jó minőségűnek tekintik, mivel nincsenek messze Vittel és Contrexéville vízforrásai.